# لاک‌پشتان گازگیر
لاک‌پشتان گازگیر یا لاک‌پشت‌های قاپ‌زن (نام علمی: Chelydridae) نام یک تیره از زیرراسته نهان‌گردن‌سانیان است.